# Secret Mission (jeu vidéo, 1979)
Pour le jeu vidéo de 1996, voir Secret Mission.
Secret Mission (initialement sorti sous le titre Mission Impossible) est un jeu vidéo d’aventure développé par  Scott Adams et publié par Adventure International en 1979 sur TRS-80 avant d’être porté, entre autres, sur Apple II, Atari 8-bit, Acorn Electron, BBC Micro, ZX Spectrum et Commodore 16 (sous le titre Atomic Mission). Il s’agit du troisième jeu d’aventure développé par Scott Adams, après Adventureland (1978) et Pirate Adventure (1979). Le jeu se déroule dans un monde futuriste dans lequel le joueur incarne un agent secret dont la mission est d’empêcher un saboteur de faire exploser un réacteur nucléaire,. Pour parvenir à ses fins, le joueur doit d’abord passer le système de sécurité du réacteur. Pour cela, il doit présenter l’autorisation adéquate aux caméras qui surveillent les portes, documents qui lui ont été dérobés par le saboteur.